# Sarcophaga stylata
Sarcophaga stylata är en tvåvingeart som beskrevs av Thomas Pape 1996. Sarcophaga stylata ingår i släktet Sarcophaga och familjen köttflugor. Inga underarter finns listade i Catalogue of Life.